# Écogia
Écogia est un hameau de la commune de Versoix, dans le canton de Genève, en Suisse.
De nos jours le hameau est essentiellement occupé par des bâtiments administratifs, des équipements culturels et une ferme. 

## Origine et étymologie

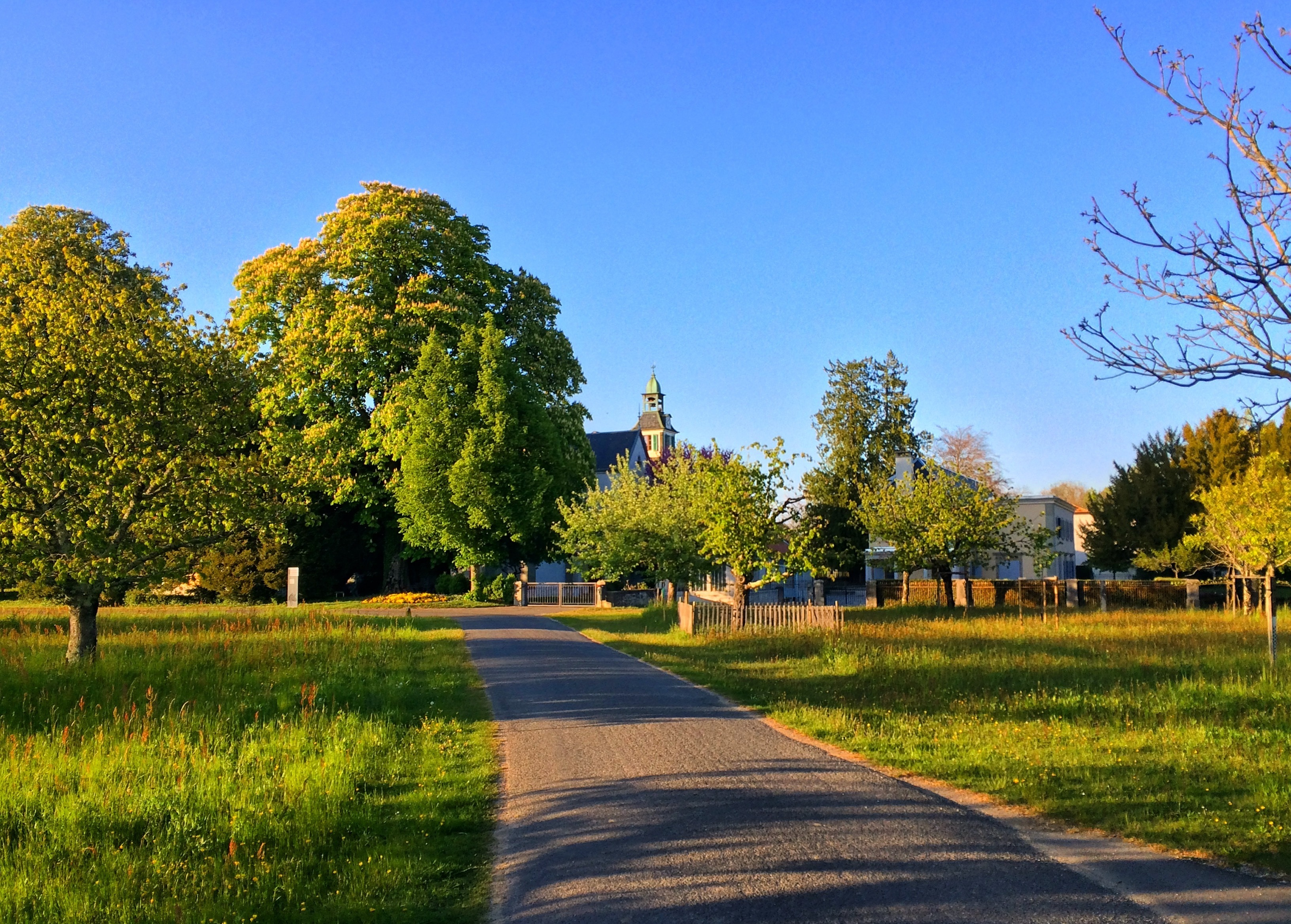
Entrée du hameau.

Un aqueduc reliait la source d'Écogia et une villa romaine située à Versoix.
Le nom d'Écogia apparaît pour la première fois dans un document de 1022 sous la forme d'Adesgogia. Le linguiste Ferdinand de Saussure propose une origine latine de ce nom : « Ad » signifie « près de » et « Esgogia » peut être dérivé de « exagitare », qui signifie « pousser dehors ». Le nom du hameau viendrait de la source qui alimentait l'aqueduc.
Ce nom est parfois orthographié « Eccogia » ou « Ecorgia ».

## Histoire
Le hameau a été la propriété de la famille Mégard du début du XVIIe siècle jusqu'en 1881. Des membres de cette famille originaire de Bardonnex s'étaient réfugiés à Versoix à la suite de la recatholicisation du bailliage de Ternier (Versoix était protestante de 1536 à 1662). Les noms de lieux trouvés dans les archives indiquent « chez Verrier » en 1665, « chez Verry alias à la fin » en 1667, « le Verry proche Versoix » en 1689 puis « chez Vuarin sur Versoix » en 1735. Sur un plan de 1829, on trouve les lieux dits « à Vari » et « la fin » de part et d’autre d'Écogia. Le nom « Écogia » n'apparaît pas avant le XIXe siècle dans les archives concernant cette famille. En 2012, le nom « Champ de la fin » existe toujours et il est contigu à Écogia.

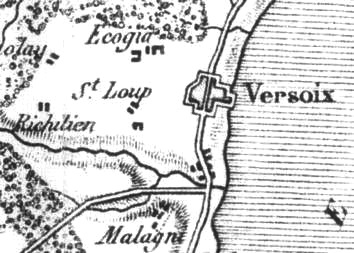
Extrait de la carte Duvotenay de 1837, Versoix et environs immédiats.

Au milieu du XVIIIe siècle, Mathieu Mégard (1722-1793), avocat et « conseiller du Roi » est dit « le plus opulent des Versoisiens », ses trois fils seront tour à tour maires de la commune. En 1819, sa petite fille Marie Pierrette Émilie Mégard (1800-1881), dernière de la lignée, épouse le baron François Gabriel Girod de l'Ain (1783-1846). Deux enfants, Marie Louise Octavie (1820-1864) et Jean-Marie Léon (1824-1854), en naîtront. Veuve et six ans après le décès de son fils Léon, elle mandate l'architecte Charles Harent de Gex pour construire une chapelle en souvenir de son mari et de son fils défunts. La chapelle Notre-Dame des Sept Douleurs est construite dans un style néogothique. Elle est construite entre 1860 et 1862 et est consacrée le 18 septembre 1862 par l'évêque Étienne Marilley (1846-1879). Après le décès de sa fille, en 1864, en l'absence d'héritier, elle lègue le domaine à des religieuses afin de créer un établissement philanthropique dans le bâtiment principal datant du XVIIIe siècle. En 1881, Marie Pierrette Émilie Mégard est inhumée dans la chapelle.
En 1903, le bâtiment principal est transformé en orphelinat par « L'œuvre d’Écogia », une communauté de la congrégation des Filles du Cœur de Marie. Les bâtiments accueilleront ensuite une école ménagère et professionnelle, puis un jardin d’enfants et un centre d’accueil. L'institution morcèle son domaine en 1972, permettant la construction de 26 villas et la création du chemin Jean-Baptiste-Terray.

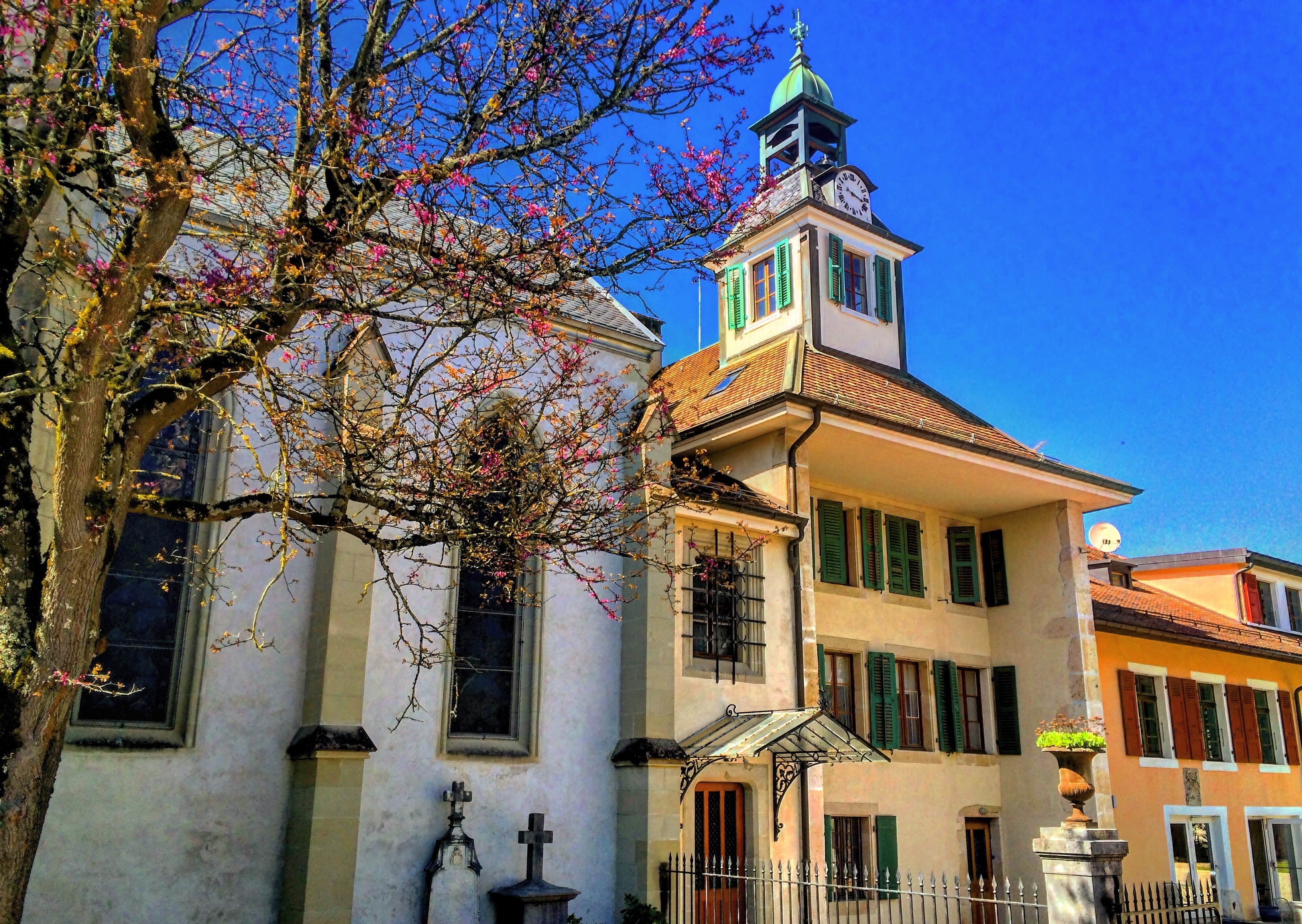
La chapelle Notre-Dame des Sept Douleurs, le clocheton ainsi que le bâtiment principal.

La commune de Versoix a racheté le domaine en 1993, constitué d'un total de 97 hectares dont 61 ha de terres agricoles et 34 ha de parc, jardins, bois et forêts. Deux bâtiments sont revendus, et des locaux accueillent ponctuellement l'armée, des fêtes, des ventes aux enchères ou encore des séminaires internationaux et la chapelle est cédée à l'Église catholique de Genève. En 1995, un centre consacré à l'astronomie, l'ISDC Data Centre for Astrophysics (ISDC), est établi à Écogia. Depuis 2001, Écogia abrite le Centre de formation du Comité international de la Croix-Rouge ; un droit de superficie de la commune de Versoix est accordé pour 50 ans,.
Afin de préserver la qualité architecturale et historique du domaine, un plan de site a été adopté par le Grand Conseil en 2004. Puis la commune de Versoix a commandé un aménagement des espaces publics en 2006.
En 2012, l'horloge d'Écogia et son clocheton ont été rénovés. L'horloge a été placée dans le clocheton construit en 1862 sur le bâtiment jouxtant la nouvelle chapelle, mais son mécanisme signé « Baridon » pourrait dater de la fin du XVIIIe siècle,.
En 2019, la chapelle reçoit des travaux de restaurations.

### Sources
- « Ecogia : notes historiques », sur le site de l'association Patrimoine versoisien. Lire en ligne.